# Suore benedettine di Santa Batilde
Le suore benedettine di Santa Batilde, dette di Vanves (in francese Sœurs Bénédictines de Sainte-Bathilde), sono un istituto religioso femminile di diritto pontificio.

## Storia
La congregazione sorse per iniziativa del benedettino Jean-Martial Besse, monaco dell'abbazia di Ligugé: sollecitò a questo scopo Marguerite Waddington-Delmas e Gabrielle Richard (in religione suor Benedetta e suor Scolastica), che fecero il noviziato a Jouarre ed emisero la professione monastica nel 1921.
La vita comune iniziò a Parigi. La vita monastica era aperta, con una clausura simile a quella dei monaci: erano frequenti i contatti ecumenici e con artisti, intellettuali e appassionati di liturgia. La congregazione fu approvata il 24 giugno 1926 e le sue costituzioni nel 1927.
Nel 1928 la comunità si stabilì a Vanves e, dopo la promulgazione dell'enciclica Rerum Ecclesiae, che propugnava l'insediamento degli ordini contemplativi in terra di missione, si ebbero fondazioni in Madagascar (1934), Vietnam (1954) e Dahomey (1966).

## Attività e diffusione
Le benedettine di Santa Batilde si dedicano alla vita contemplativa, al lavoro ecumenico e favoriscono l'insediamento della vita monastica nel terzo mondo.
Oltre che in Francia, sono presenti in Benin, Madagascar e Vietnam; la sede generalizia è a Martigné-Briand.
Alla fine del 2008 la congregazione contava 183 religiose in 8 case.